# Reginald Jagers III
Reginald Jagers III, dit Reggie Jagers (né le 28 août 1994 à Cleveland) est un athlète américain, spécialiste du lancer du disque.

## Biographie
En juin 2017, il porte son record personnel à 62,51 m à Eugene. Avec 61,24 m, il remporte le titre lors de l'Universiade 2017 à Taipei. 
Le 19 mai 2018, il porte son record personnel à 65,79 m à Tucson, avant de remporter le titre national américain à Des Moines le 24 juin 2018 avec un jet de 68,61 m, meilleure marque américaine depuis 2011. 
En 2019, il remporte la médaille de bronze des Jeux Panaméricains de Lima avec 64,48 m. 

## Palmarès
| Date | Compétition        | Lieu    | Résultat | Marque  |
| ---- | ------------------ | ------- | -------- | ------- |
| 2017 | Universiade        | Taipei  | 1er      | 61,24 m |
| 2018 | Championnats NACAC | Toronto | 3e       | 62,70 m |
| 2019 | Jeux panaméricains | Lima    | 3e       | 64,48 m |

## Records
| Épreuve          | Marque  | Lieu   | Date          |
| ---------------- | ------- | ------ | ------------- |
| Lancer du disque | 69,16 m | Ramona | 27 avril 2024 |